# ロバート・フィック
ロバート・フィック(Robert Fick, 1974年3月15日 - )は、MLBの元選手。ポジションは捕手、一塁手、外野手。アメリカ合衆国・カリフォルニア州トーランス出身。

## 経歴

### プロ入り - タイガース時代 (1996 - 2002)
1992年6月1日に、ドラフト45巡目でオークランド・アスレティックスから、そして1995年6月1日にドラフト43巡目でデトロイト・タイガースから指名されたが、いずれも契約しなかった。
1996年6月4日に、3度目のドラフトで5巡目でタイガースから指名され、7月5日に契約を結んだ。プロ入り後、マイナーリーグのジェームズタウン・ジャマーズ (A-級) に配属され、43試合に出場。打撃面では、打率.248・1本塁打・14打点・3盗塁・OPS0.622という成績を残した。そして守備面では、23試合でキャッチャーとして守りに就き、3失策・守備率.982・盗塁阻止率21%という成績を残した。
1997年は、A級のウェストミシガン・ホワイトキャップスに昇格して122試合に出場。打率.341・16本塁打・90打点・13盗塁・OPS0.994という打撃成績を残した。守備面では、キャッチャーとして出場したのは9試合だけで、他に96試合でファースト、3試合でサードの守りに就いた。最も多く守ったファーストでは10失策・守備率.990を記録した。
1998年は、9月18日のミネソタ・ツインズ戦でメジャーデビューを果たし、ヒットを2本放って1打点を挙げた。この年メジャーでは7試合に出場し、打率.364・3本塁打・7打点・1盗塁・OPS1.235という成績を残した。守備では、キャッチャーとファーストを守った。また、マイナーではAA級のジャクソンビル・サンズで130試合に出場し、打率.318・18本塁打・114打点・8盗塁・OPS0.939という成績を残した。
1999年は、手術した右肩のリハビリの影響で、前年のメジャー昇格以来、プレー出来ない状態が続いた。しかし、9月以降にメジャーでプレーする機会を得たフィックは、15試合に出場。9月27日のカンザスシティ・ロイヤルズ戦では、ジェフ・モンゴメリーからグランドスラムを放ったが、これは当時のタイガースの本拠地であるタイガー・スタジアムで最後に記録された安打且つ得点であった。また、同年マイナーではトレド・マッドヘンズ (AAA級) 、ウェストミシガン、GCL・タイガース (ルーキー級) の3階級で計20試合に出場し、打率.309・2本塁打・10打点・3盗塁・OPS0.856という成績を残した。
2000年は、66試合に出場して打率.252・3本塁打・22打点・2盗塁・OPS0.715という打撃成績を残した。守備では、ファースト34試合で4失策・守備率.984、キャッチャー16試合で1失策・守備率.981・盗塁阻止率29%という成績をのこしたほか、指名打者としても12試合に出場した。また、マイナーではトレドで17試合に出場した。
2001年は、124試合に出場して打率.272・19本塁打・61打点・OPS0.816という成績を記録。本塁打は自己最多であり、打率とOPSも100試合以上に出場したシーズンの中ではキャリアハイの数値だった。守備面では、キャッチャー78試合で6失策・守備率.986・盗塁阻止率17%、ファースト26試合で1失策・守備率.995、ライト8試合で無失策だった。
2002年は、オールスターにも選出され、代打からの出場でヒットを1本放った。同年は148試合に出場し、打撃面では打率.270・17本塁打・63打点・OPS0.764という成績を残した。また、守備面ではライトに専念し、140試合で守って12失策・守備率.963という成績を記録。また、外野手として補殺 (21) 、失策、併殺の関与数 (5) でリーグトップだった。オフの12月21日にFAとなった。

### ブレーブス時代 (2003)
2003年1月6日に、アトランタ・ブレーブスと契約を結んだ。ブレーブスでは126試合に出場し、打率.269・11本塁打・80打点・1盗塁・OPS0.753という成績を記録。守備面では115試合でファーストを守り、14失策・守備率.987・DRS+4という成績を残した。この年ブレーブスは地区優勝した為、フィックもキャリア初のポストシーズンを経験。ただ、シカゴ・カブスとのNLDS第4戦では、一塁を駆け抜ける際、エリック・キャロスの腕を叩いて捕球を妨害。フィックは故意ではないと説明したものの、2万5,000ドルの罰金を科され、当時のブレーブスの監督だったボビー・コックスからも、別途罰金を科された (金額は未公表) 。なお、同シリーズでフィックは4試合に出場したが、ノーヒットに終わった。そして、11月5日にブレーブスから解雇された。

### デビルレイズ時代 (2004)
2004年1月9日に、タンパベイ・デビルレイズと契約した。デビルレイズでは76試合に出場し、打率.201・6本塁打・26打点・OPS0.600という成績を残した。守備面では、レフト、ファースト、ライト、キャッチャーの4ポジションで守りに就いた。8月18日に、デビルレイズをリリースされた。

### パドレス時代 (2004 - 2005)
デビルレイズから放出された翌日の8月19日、サンディエゴ・パドレスと契約した。パドレス加入後は13試合に出場したが、打率.167・OPS0.500に終わった。なお、マイナーではAAA級のポートランド・ビーバーズで12試合に出場し、打率.380・2本塁打・6打点・1盗塁・OPS0.984を記録した。オフの11月1日にFAとなった。
翌2005年2月19日に、パドレスと再契約。同年はパドレスで93試合に出場し、打率.265・3本塁打・30打点・OPS0.705という打撃成績を残した。守備面では、ファースト、キャッチャー、ライト、レフト、サードの5ポジションを守った。サードの守りに就いたのは、メジャーでは2005年のみで、しかも1試合だけだった。マイナーでは、エル・パソで10試合に出場し、打率.375・3本塁打・11打点・1盗塁・OPS1.210という成績を残した。そして、10月28日にFAとなった。

### ナショナルズ時代 - 引退 (2006 - 2007)
2005年12月13日に、ワシントン・ナショナルズと契約を結んだ。
2006年は、ナショナルズで60試合に出場して打率.266・2本塁打・9打点・1盗塁・OPS0.667という成績を残した。守備は、キャッチャー26試合で1失策・守備率.991・DRS-3・盗塁阻止率6%、ファースト13試合で無失策・DRS+1、ライト6試合で無失策・DRS-2を記録した。オフの10月30日にFAとなったが、12月20日に再契約。
2007年は、4年ぶりの100試合以上となる118試合に出場し、打率.234・2本塁打・16打点・OPS0.614という成績を残した。守備では84試合でファーストを守り、4失策・守備率.989・DRS-3という成績を記録したほか、レフトとライトも守った。10月29日にFAとなった。
2007年12月21日にパドレスと契約を結んだが、メジャー及びマイナーでは試合に出場せず、2008年は独立リーグであるゴールデンベースボールリーグのオレンジカウンティ・フライヤーズでプレー。61試合に出場して打率.299・5本塁打・48打点・1盗塁・OPS0.802という成績を残したが、同年引退した。

## 選手としての特徴
打撃面では2001年から3年連続2桁本塁打を記録したようにパンチ力がある。守備面では捕手、一塁手、外野手と複数ポジションをこなせるという点が魅力だが、送球が不安定で肩も強くなく、守備範囲も狭いという弱点がある。

## 詳細情報

### 背番号
デトロイト・タイガース
- 41 (1998)
- 31 (1999)
- 39 (1999)
- 18 (2000 - 2001)
- 25 (2001 - 2002)

アトランタ・ブレーブス
- 23 (2003)

タンパベイ・デビルレイズ
- 9 (2004)

サンディエゴ・パドレス
- 29 (2004)
- 13 (2005)

ワシントン・ナショナルズ
- 13 (2006 - 2007)

### 年度別打撃成績
| 年 度      | 球 団      | 試 合 | 打 席 | 打 数 | 得 点 | 安 打 | 二 塁 打 | 三 塁 打 | 本 塁 打 | 塁 打 | 打 点 | 盗 塁 | 盗 塁 死 | 犠 打 | 犠 飛 | 四 球 | 敬 遠 | 死 球 | 三 振 | 併 殺 打 | 打 率 | 出 塁 率 | 長 打 率 | O P S |
| ---------- | ---------- | ----- | ----- | ----- | ----- | ----- | -------- | -------- | -------- | ----- | ----- | ----- | -------- | ----- | ----- | ----- | ----- | ----- | ----- | -------- | ----- | -------- | -------- | ----- |
| 1998       | DET        | 7     | 24    | 22    | 6     | 8     | 1        | 0        | 3        | 18    | 7     | 1     | 0        | 0     | 0     | 2     | 0     | 0     | 7     | 1        | .364  | .417     | .818     | 1.235 |
| 1999       | DET        | 15    | 49    | 41    | 6     | 9     | 0        | 0        | 3        | 18    | 10    | 1     | 0        | 0     | 1     | 7     | 0     | 0     | 6     | 1        | .220  | .327     | .439     | .766  |
| 2000       | DET        | 66    | 188   | 163   | 18    | 41    | 7        | 2        | 3        | 61    | 22    | 2     | 1        | 0     | 2     | 22    | 2     | 1     | 39    | 4        | .252  | .340     | .374     | .715  |
| 2001       | DET        | 124   | 448   | 401   | 62    | 109   | 21       | 2        | 19       | 191   | 61    | 0     | 3        | 0     | 4     | 39    | 3     | 4     | 62    | 10       | .272  | .339     | .476     | .816  |
| 2002       | DET        | 148   | 614   | 556   | 66    | 150   | 36       | 2        | 17       | 241   | 63    | 0     | 1        | 0     | 5     | 46    | 4     | 7     | 90    | 17       | .270  | .331     | .433     | .764  |
| 2003       | ATL        | 126   | 460   | 409   | 52    | 110   | 26       | 1        | 11       | 171   | 80    | 1     | 0        | 0     | 7     | 42    | 4     | 2     | 47    | 9        | .269  | .335     | .418     | .753  |
| 2004       | TBD        | 76    | 238   | 214   | 12    | 43    | 5        | 2        | 6        | 70    | 26    | 0     | 0        | 0     | 2     | 20    | 2     | 2     | 32    | 2        | .201  | .273     | .327     | .600  |
| 2004       | SDP        | 13    | 15    | 12    | 2     | 2     | 0        | 0        | 0        | 2     | 0     | 0     | 0        | 0     | 0     | 2     | 0     | 1     | 4     | 0        | .167  | .333     | .167     | .500  |
| '04計      | SDP        | 89    | 253   | 226   | 14    | 45    | 5        | 2        | 6        | 72    | 26    | 0     | 0        | 0     | 2     | 22    | 2     | 3     | 36    | 2        | .199  | .277     | .319     | .595  |
| 2005       | SDP        | 93    | 260   | 230   | 25    | 61    | 10       | 2        | 3        | 84    | 30    | 0     | 2        | 1     | 2     | 26    | 2     | 1     | 33    | 4        | .265  | .340     | .365     | .705  |
| 2006       | WSN        | 60    | 141   | 128   | 14    | 34    | 4        | 0        | 2        | 44    | 9     | 1     | 1        | 2     | 0     | 10    | 1     | 1     | 24    | 4        | .266  | .324     | .344     | .667  |
| 2007       | WSN        | 118   | 221   | 197   | 24    | 46    | 6        | 1        | 2        | 60    | 16    | 0     | 1        | 1     | 1     | 19    | 1     | 3     | 42    | 9        | .234  | .309     | .305     | .614  |
| 通算：10年 | 通算：10年 | 846   | 2658  | 2373  | 287   | 613   | 116      | 12       | 69       | 960   | 324   | 6     | 9        | 4     | 24    | 235   | 19    | 22    | 386   | 61       | .258  | .328     | .405     | .732  |

### 獲得タイトル・表彰・記録
- オールスターゲーム選出：1回 (2002年)